# 兴宁盆地
兴宁盆地是广东省东北部最大的山间盆地，面积约302平方公里，每平方公里人口达400～600人。